# 糙皮剑锤虫
糙皮剑锤虫（学名：Xiphatractus trachyphloius）为核虫科剑锤虫属的动物。分布于南海周遭海域。